# Сентинелци
Сентинелци (Сентинели, Сентинелези) су изолован народ који живи на острву Северни Сентинел у Индијском океану. О њиховом пореклу и језику зна се мало, будући да успешно одбијају контакт са савременом цивилизацијом. Живе на нивоу племенске заједнице, а баве се сакупљачком привредом и ловом, док земљорадњу највероватније не практикују. Тачан број Сентинелаца није познат, али се претпоставља да их има између 50 и 400. Сматрају се једним од најизолованијих народа на свету.

## Одлике и порекло
О пореклу Сентинелаца зна се мало. Захваљујући својим ратоборним одбијањем да ступе у контакт са било којим појединцем или групом људи која је дошла до острва, овај народ изолован је од остатка света око 60.000 година. Претпоставља се да су сродни другим домородачким племенима Андаманских острва, попут Онгеа. Сматра се да припадају негритосима, групи аустралонезијских народа који насељавају изоловане области југоисточне Азије. Њихов језик је непознат, а назван је сентинелски према називу за народ. Порекло је неутврђено и вероватно припада групи андаманских језика. Тамне боје пути су и имају коврџаву црну косу.

## Историја и антрополошка истраживања
Прво помињање Андманских острва и племена које живи на њима потиче из тринаестог века и описа Марка Пола током његове експедиције. Поло их је представио као "бруталне урођенике који својим очима и зубима личе на бесне псе и убиће и појести свакога ко им се приближи". Тек 1771. године Северни Сентинел посебно се напомиње јер је један од истраживачких бродова Источноиндијске компаније уочио ватру на острву.
Значајан догађај у историји острва и домородаца одиграо се 1867. године када се индијски брод „Нинива“ насукао на Сентинелу. Више од 100 особа које су на њему боравиле, направиле су привремени камп на обали. Неколико дана касније напали су их Сентинелци. Успели су да избегну сигурну смрт захваљујући броду Британске Краљевске морнарице који их је спасао убрзо затим.
Британски поморски официр Морис Видал Портман је 1880. године као двадесетогодишњак предводио велику експедицију на Северни Сентинел. Током вишедневне посете они су утврдили постојање неколико шумских путева и напуштених примитивних насеља. Како нису успели да ступе у пријатељски контакт са локалним становништвом, прибегли су другим мерама. Отели су шесторо чланова племена — две старије особе и четворо деце. Заробљени Сентинелци су се веома брзо разболели. Двоје старијих је умрло, а деца су након тога одмах враћена на острво. Приликом њиховог боравка у Порт Блеру на Андаманским острвима, наводно је један од чланова племена своје острво назвао Chiö-tá-kwö-kwé, али за то не постоје поуздани извори.
Група антрополога и фотографа Националне географије 1974. покушала је да ступи у контакт са племеном доневши им разне поклоне. Домороци су узвратили нападом и све поклоне су закопали у песак. Панамски теретни брод „Примроуз“ је 1981. пристао уз острво због немирног мора током ноћи. Већ следеће јутро напала их је група од око 50 Сентинелаца, али их је спасила Индијска морнарица недељу дана касније. 
До 1990-их година индијске власти покушавале су да успоставе пријатељски контакт са домороцима, који су се најчешће окончавали ратоборним нападима луком и стрелама. Ипак, први пријатељски сусрет догодио се током 1991. године када је антрополог Т. Н. Пандит са сарадницима пришао обали у кануу. Са собом су понели поклоне у виду кокосових ораха, које су убацили у плићак. Неколико припадника Сентинелаца пришло је кануу и из воде покупило орахе. Био је то први блиски контакт са овим изолованим племеном.
Након овог подухвата индијске власти, антрополози и истраживачи одлучили су да више не посећују острво и да оставе Сентинелце у изолацији која је због њихове сигурности боља. То се посебно односи на могућност преноса разних болести и зараза са којима се племе никада није сусрело и вероватно нема развијен имунитет да се одбрани од вируса.

### Несреће и инциденти
У децембру месецу 2004. године након земљотреса крај Суматре дошло је до великог цунамија у Индијском океану који је погодио и острво Северни Сентинел. Водени талас је значајно изменио географију острва. Касније истраживачке посете потврдиле су да су Сентинелци преживели елементарну непогоду и прилагодили се новонасталим условима у свом окружењу. 
Током фебруара 2006. године два рибара залутала су у Бенгалском заливу и насукала се на острву Северни Сентинел. Убрзо их је напала група од више десетина наоружаних мушкараца, припадника племена и убила их. Индијске власти су покушале да хеликоптером преузму тела настрадалих рибара и предају их породицама, али су наишле на снажан отпор домородаца који су их засипали стрелама.

## Обичаји и култура
Већина познатих података о обичајима, култури и животу Сентинелаца заснована је на непосредном посматрању пред крај ХХ века. Баве се традиционалним ловом и риболовом, као и сакупљањем плодова. Непознато је да ли се баве пољопривредом, а претпоставља се да је не практикују.
Из осматрања се оучава да не носе одећу, већ се обавијају лишћем и тракама од биљака. Мушкарци носе око главе траке од винове лозе. Сентинелци користе лукове и стреле за лов. Оружје и оруђе израђено је од обрађеног камена и животињских костију. Како на острву нема налазишта руда, домороци користе отпатке и делове метала који су се насукали на обале. На основу начина обраде и употребе оруђа и оружја, Сентинелци се налазе на веома ниском степену културног развоја, које је у рангу са каменим добом.

## Статус и пописи
Северни Сентинел припада Индији од 1947. године и налази се у оквиру територије Андамани и Никобари. Међутим, како званични контакт са Сентинелцима није никада успостављен, а острво је у потпуности неистражено, они имају суштински аутономни статус.
| Кретање броја Сентинелаца 1901.- 2001.‍ | Кретање броја Сентинелаца 1901.- 2001.‍ | Кретање броја Сентинелаца 1901.- 2001.‍ | Кретање броја Сентинелаца 1901.- 2001.‍ | Кретање броја Сентинелаца 1901.- 2001.‍ |
| -------------------------------------- | -------------------------------------- | -------------------------------------- | -------------------------------------- | -------------------------------------- |
|                                        |                                        |                                        |                                        |                                        |
| 1901.                                  | 1901.                                  |                                        | 117                                    | 117                                    |
| 1911.                                  | 1911.                                  |                                        | 117                                    | 117                                    |
| 1921.                                  | 1921.                                  |                                        | 117                                    | 117                                    |
| 1931.                                  | 1931.                                  |                                        | 50                                     | 50                                     |
| 1951.                                  | 1951.                                  |                                        | 50                                     | 50                                     |
| 1961.                                  | 1961.                                  |                                        | 50                                     | 50                                     |
| 1971.                                  | 1971.                                  |                                        | 82                                     | 82                                     |
| 1981.                                  | 1981.                                  |                                        | 100                                    | 100                                    |
| 1991.                                  | 1991.                                  |                                        | 100                                    | 100                                    |
| 2001.                                  | 2001.                                  |                                        | 39                                     | 39                                     |

Попис становништва никада није обављен на острву, већ су се подаци заснивали на процени и непосредном пребројавању приликом истраживачких мисија. Између 1901. и 1921. процењено је да Сентинелаца има 117, а 1931. године око 50. Тај број служио је као процена све до средине XX века. Прво бројање обављено је 1991, када је идентификовано 100 особа. Према подацима из 2001. Сентинелаца је било 31-39. Последњи попис из 2011. године наводи бројку од 15 особа, 12 мушкараца и три жене .